# 洪维宗
洪维宗（1939年—1999年9月23日），经名穆罕默德·色力目·哈吉，回族，中华人民共和国伊斯兰教人物、教育家、政治人物，曾任宁夏回族自治区政协副主席，宁夏回族自治区人大常委会副主任。